# Lorenzo Vismara
Pour les articles homonymes, voir Vismara.
Lorenzo Vismara (né le 10 août 1975 à Saronno, dans la province de Varèse en Lombardie) est un nageur italien, spécialiste des 50 et 100 m nage libre.

## Biographie
Lorenzo Vismara et sa famille, (Giuseppe et Antonella, ses parents et Ivan, son frère aîné) vivent à Garbagnate Milanese. Lorenzo commence à nager dès l'âge de six ans, à contrecœur, afin d'atténuer un problème de scoliose.
En 1985, Lorenzo et son frère s'inscrivent à la section water-polo, nouvellement créée au sein du club de natation de Garbagnate Milanese. Dans cette équipe, il dispute les premiers championnats jeunes, obtenant des résultats qui s'améliorent au fil des années.
En 1989, il est sélectionné dans l'équipe lombarde pour les Jeux de la jeunesse où il terminera à la 4e place.
L'année suivante, les deux frères quittent le club de natation de Garbagnate Milanese et s'inscrivent à celui de Côme.

## Palmarès

### Championnats d'Europe de natation
- Championnats d'Europe de natation 1999 à Istanbul  Turquie
  -  médaille d'argent de l'épreuve du 50 m nage libre (Temps : 22 s 21)
- Championnats d'Europe de natation 2000 à Helsinki  Finlande
  -  médaille de bronze de l'épreuve du 50 m nage libre (Temps : 22 s 38)
- Championnats d'Europe de natation 2002 à Berlin  Allemagne
  -  médaille d'argent de l'épreuve du 50 m nage libre (Temps : 22 s 26)
  -  médaille de bronze de l'épreuve de relais 4 × 100 m nage libre (Temps : 3 min 18 s 20) (Lorenzo Vismara~Christian Galenda~Michele Scarica~Simone Cercato)
- Championnats d'Europe de natation 2004 à Madrid  Espagne
  -  médaille d'or de l'épreuve de relais 4 × 100 m nage libre (Temps : 3 min 15 s 66) (Lorenzo Vismara~Christian Galenda~Giacomo Vassanelli~Filippo Magnini)
  -  médaille de bronze de l'épreuve du 50 m nage libre (Temps : 22 s 45)
- Championnats d'Europe de natation 2006 à Budapest  Hongrie
  -  médaille d'or de l'épreuve de relais 4 × 100 m nage libre (Temps : 3 min 15 s 23) (Alessandro Calvi~Christian Galenda~Lorenzo Vismara~Filippo Magnini)

### Championnats d'Europe de natation en petit bassin
- Championnats d'Europe de natation 1999 en petit bassin à Lisbonne  Portugal
  -  médaille de bronze de l'épreuve du 50 m nage libre (Temps : 21 s 83)
- Championnats d'Europe de natation 2002 en petit bassin à Riesa  Allemagne
  -  médaille d'or de l'épreuve du 100 m nage libre (Temps : 47 s 33)
  -  médaille d'argent de l'épreuve du 50 m nage libre (Temps : 21 s 66)
  -  médaille d'or de l'épreuve de relais 4 × 50 m nage libre (Temps : 1 min 26 s 63) (Lorenzo Vismara~Michele Scarica~Christian Galenda~Domenico Fioravanti)

## Sources
- (it) Cet article est partiellement ou en totalité issu de l’article de Wikipédia en italien intitulé « Lorenzo Vismara » (voir la liste des auteurs).